# Aguadas
Aguadas is een gemeente in het Colombiaanse departement Caldas. De gemeente telt 22.307 inwoners (2005).

## Klimaat
Aguadas is een gemeente die erg heiig is; er hangt een constante mist op de 2000 meter hoogte waar Aguadas ligt. Aguadas is beroemd om de productie van Panamese hoeden. Deze worden gemaakt van Carludovica palmata die in het vochtige gebied groeit.

## Economische activiteit
Aguadas maakt deel uit van de Eje Cafetero en produceert voornamelijk koffie. Veeteelt en de teelt van bananen en op kleinere schaal suikerriet zijn andere sectoren van activiteit.
- Library of Congress Control Number: n85236018
- Nationale Bibliotheek van Israël: 987007562475305171
- Virtual International Authority File: 130255605

Aguadas · Anserma · Aranzazu · Belalcázar · Chinchiná · Filadelfia · La Dorada · La Merced · Manizales · Manzanares · Marmato · Marquetalia · Marulanda · Neira · Norcasia · Pácora · Palestina · Pensilvania · Riosucio · Risaralda · Salamina · Samaná · San José · Supía · Victoria · Villamaría · Viterbo